# Vincenzo Comitini
Vincenzo Comitini (Nocera Inferiore, 8 aprile 1964) è un militare italiano Brigadiere dell'Arma dei Carabinieri, insignito di Medaglia d'oro al valor civile.